# Verdrag betreffende de bescherming en de bevordering van de diversiteit van cultuuruitingen
Het Verdrag betreffende de bescherming en de bevordering van de diversiteit van cultuuruitingen (Convention on the Protection and Promotion of the Diversity of Cultural Expressions) is een verdrag dat op 20 oktober 2005 in Parijs tijdens een Algemene Conferentie van de UNESCO werd gesloten. Het trad op 18 maart 2007 in werking.
In het verdrag wordt gesteld dat culturele diversiteit tot het gemeenschappelijk erfgoed van de mensheid behoort, bijdraagt aan de keuzevrijheid en van groot belang is voor een democratie. In 2001 was in de Universele Verklaring betreffende Culturele Diversiteit al vastgelegd:
Als bron van uitwisseling, vernieuwing en creativiteit is culturele diversiteit voor de mensheid even noodzakelijk als biodiversiteit voor de natuur.